# Paepalanthus villipes
Paepalanthus villipes är en gräsväxtart som beskrevs av Harold Norman Moldenke. Paepalanthus villipes ingår i släktet Paepalanthus och familjen Eriocaulaceae. Inga underarter finns listade i Catalogue of Life.